# La Familia Burrón
La Familia Burrón es una historieta mexicana creada en 1948 por Gabriel Vargas. Llegó a tirar 500 000 ejemplares. Comenzó en 1948, y el último número, el 1616, apareció el 26 de agosto del 2009, durante más de 60 años de publicación ininterrumpida. Aborda las aventuras de una familia de clase baja de la Ciudad de México, y es una de las principales representantes del medio en su país.

## Trayectoria editorial
La segunda época de la publicación de La Familia Burrón inició en 1978, gracias a la Editorial G y G, que la publicaba cada martes hasta la actualidad.
Editorial Porrúa editó una serie de libros que compilan historietas de la segunda época de los Burrón, las cuales fueron seleccionadas por el propio Gabriel Vargas.

## Argumento
La Familia Burrón presenta consistentemente una crítica humorística sobre la sociedad mexicana y sus cualidades tanto positivas como negativas, desde la perspectiva de una familia de escasos recursos. Como explica Armando Bartra:

Lejos de las family strip que presentan a la familia nuclear como microcosmos autosuficiente, la de los Burrón es una saga gregaria que incorpora por igual a familiares directos, parientes lejanos, amigos y vecinos, en un protagonismo multitudinario de raíz latina muy distante del individualismo anglosajón de «Bringing up Father» (Mc Manus) o de «Blondie» (Chic Young). Y al escoger la vecindad como escenario, el protagonismo, además de colectivo, deviene mujeril.

### La familia Burrón Tacuche
Los Burrón son una típica familia de clase baja que vive en una vecindad en la Ciudad de México, D.F, ubicada en el "Callejón del Cuajo número chorrocientos chochenta y chocho".
Sus integrantes son don Regino Burrón, peluquero de profesión y propietario de la peluquería "El Rizo de Oro", Borola Tacuche de Burrón, Macuca Burrón Tacuche, Regino Burrón Tacuche, el niño Fóforo Cantarranas (adoptado por los Burrón) y la mascota de la familia, el perrito Wilson.

#### Doña Borola Tacuche de Burrón
Es la jefa de la familia y el personaje principal de la historieta. Borola Tacuche nació en el seno de una muy rica y reconocida familia de la Ciudad de México. Desde pequeña se distinguía por ser traviesa y alocada, metiendo en problemas a sus amigos, en especial a Regino Burrón. Borola y Regino se procuraban mucho, a pesar de pertenecer a clases  sociales distintas, y la tía y tutora de la niña, la señora Cristeta Tacuche, tenía en gran estima al pequeño Regino por ser un niño serio, educado y trabajador. En algún momento de su juventud, Borola se enamoró del humilde Regino, desdeñando una plétora de acaudalados pretendientes en su favor. Cristeta respetó la decisión de Borola.
A pesar de su edad (lo cual es un tema tratado con poca continuidad en la historieta), se considera extremadamente atractiva, contoneándose en la calle para deleite de los hombres de una manera que a su familia, especialmente a su esposo y a su hija, avergüenzan. Alega haber sido una gran vedette de los teatros, y más de una vez ha vuelto al negocio de "encueratriz", aunque la mayoría de sus antiguos amigos y patrones la consideran ya fuera de edad. El ser llamada vieja la molesta de sobremanera, alegando que es "una chica del siglo veintiuno", razonamiento que le permite no limitarse y explorar oficios tan diversos como piloto de carreras, luchadora enmascarada, médico cirujano o ingeniera empírica. 

Tanto ella como su hija Macuca, visten a la última moda. El vestuario de doña Borola incluye siempre que sale a la calle, ostentosos sombreros, botas de diseñador y además, independientemente del clima, un grueso abrigo de pieles, cuyo origen "se pierde en la noche de los tiempos". Cuando alguien le pregunta cómo le hace para vestirse de tal manera, responde que obtiene el dinero "de lo que rasguña del gasto", lo cual es altamente sospechoso, pues la suma que recibe por este concepto es sumamente exigua. Lo cierto es que el dinero lo obtiene esporádicamente de negocios turbios, que realiza a espaldas de su marido.
Creativa, impulsiva y extrovertida, siempre se mete en problemas, con el fin de sacar a la familia de su eterna pobreza, además de que por su buen corazón, siempre intenta ayudar a las demás personas dentro de la vecindad en la que habita, personas que también viven en condiciones paupérrimas (aunque en ocasiones también trata de sacar provecho de ellas). Borola representa el espíritu y la inventiva del mexicano, sabiendo salir adelante en cuanto proyecto inverosímil se le mete entre manos.
Algunas de sus invenciones y proyectos incluyen un helicóptero de madera movido por un motor de lavadora; un cañón para viajes personales; un teleférico; un sputnik fabricado con un tinaco y el motor de su licuadora, con el cual logró entrar en órbita de la Tierra y un avión monoplaza, para ir a rescatar a su marido en África, invitado a cazar por un bromista amigo de éste, y quien le abandonó a su suerte en el "Continente Prieto".
En beneficio de las vecinas y de sus docenas de hijos que viven en la vecindad, ha construido una red alterna de transporte subterráneo, para evitar que las vecinas y sus críos sean atropelladas al tratar de cruzar los ejes viales; ha cazados avestruces del zoológico para la cena navideña; cocinado albóndigas hechas de periódico aderezadas con gorgojos de frijol y llantas de auto; la necesidad la ha obligado a hacer caldo con trozos de llantas de auto y polvo de caucho; Con el apoyo de los vecinos ha asaltado tiendas departamentales y mercados al estilo del viejo oeste, guardando el anonimato con máscaras de luchador y apoyadas en su "mosquetón". Ha llevado a cabo cientos de aventuras más, la mayoría de las cuales terminan con infinidad de heridos, como cuando decidió robarse el gas del edificio contiguo a través de una manguera, provocando brutal explosión. Hechos como el anterior, han conducido a doña Borola a prisión, de la cual se libra en poco tiempo, gracias a sus relaciones con miembros de la policía.
En una ocasión llegó a extirparse el esqueleto del cuerpo, pues le asustaba "traer dentro una calaca".
A pesar de tener un buen corazón, Borola es también ambiciosa y pronta para los pleitos. Es notable su fuerza y habilidad para la pelea callejera (es experta en lucha libre, artes marciales y "patín yucateco"), llegando a someter a la vez a varios hombres de mayor tamaño que ella, aunque no sin sus consecuencias. Acostumbra llevar una plancha de hierro o la mano del metate en su bolso de mano, y para situaciones más extremas no tarda en echar mano de su siempre fiel "mosquetón", cargado con balas expansivas. A pesar de esto, las vecinas siempre la buscan a ella para que les de consejo o resuelva sus problemas, pues la consideran una persona inteligente y de buen juicio, así como una refinada dama "de la alta".
No deja de ser una excelente mujer, ama de casa, y se da su tiempo para cumplir con otros deberes del hogar y estar vigilante de la educación y conducta de sus hijos, a los cuales defiende como "león de melena negra". Experta cocinera, crea increíbles platillos con el limitado gasto diario que le da su chaparro esposo, y es famosa por sus suculentas comidas de campaña, las cuales prepara en menos de 5 minutos en su cocina, a la que denomina "el laboratorio de los chimoles". Todos los días espera perfectamente arreglada y emperifollada a su esposo e hijos que llegan a comer sin falta a las 2 de la tarde y a lo que llaman "hacer por la vida".
Extremadamente celosa, no permite que ninguna mujer ronde alrededor de su Regino, a quien cela constantemente, atribuyéndole imaginarios amoríos.
Con personalidades tan diferentes lo único que mantiene unidos a Borola y Regino es el amor y respeto que se profesan mutuamente y su debilidad por el baile de cualquier estilo, pues ambos son buenísimos para sacarle chispas a las pistas de baile.

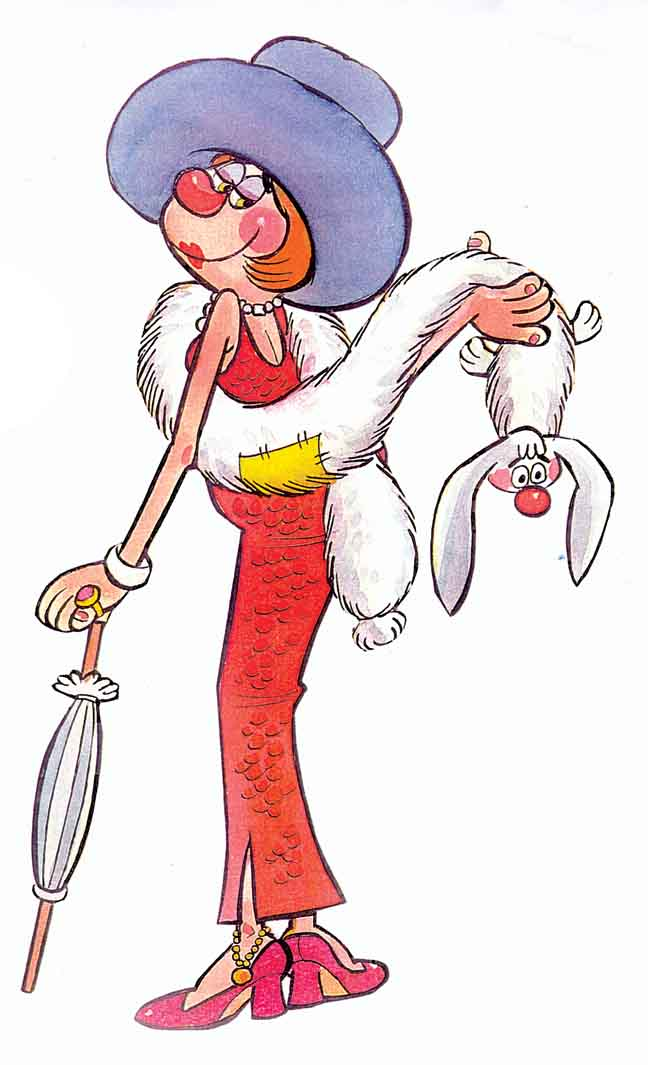
Borola Tacuche

#### Don Regino Burrón
Don Regino es el padre de la familia, peluquero de profesión, propietario del negocio "El rizo de Oro". Su tarea como jefe de la familia es llevar a casa el dinero producto de su trabajo y poner freno a las locuras de su esposa Borola. De carácter en extremo reposado y conservador, puede llegar a ser apocado (de lo cual su esposa siempre lo acusa), sin embargo, todos están de acuerdo que su marca es la decencia, la honestidad y la respetabilidad.
Regino fue amigo de Borola desde niño, aunque sus familia diferían en clase social. La situación económica de Regino empeoró tras la muerte de su padre, ante lo cual abandonó sus estudios para dedicarse al negocio familiar de peluquero. Al quedar huérfanos, los hermanos de Regino fueron a vivir con ciertos tíos en provincia, mientras que el joven Burrón permaneció en la capital a cargo del negocio. Inicialmente, su intención de pretender a Borola fue rechazada por la familia de esta, pero después Cristeta reconoció y respaldó su relación.
A pesar de que su familia vive en la más completa pobreza, el orgullo de Regino le impide aceptar la ayuda de su riquísima tía política, usando los recursos de esta sólo en situaciones de gran emergencia; lo mismo ocurre con sus amigos los Tinoco. Es patente su molestia con Borola cuando esta trata de buscar trabajo o de llevar a cabo un proyecto para ayudar en la casa, alegando que, como el marido, es su deber el traer el sustento diario (el que Borola constantemente busque colocación como bailarina exótica no ayuda mucho). Aunque su peluquería de estilo tradicional recibe menos clientes cada día, Regino es reticente a cambiar de giro, o de estilo siquiera, lo cual no impide que de cuando en cuando salga a vender cosméticos hechos en casa o a arreglar mascotas en casas pudientes cuando la situación es muy crítica.

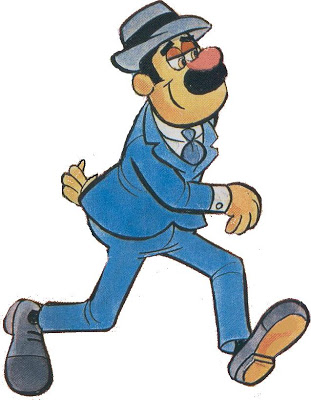
Regino Burrón

#### Regino Burrón Tacuche,El Tejocote
Regino chico, también llamado "El Tejocote" por su nariz de bola y pelirroja cabellera, es el primogénito del matrimonio Burrón Tacuche.
En algunos episodios de la historieta se revela que es un dedicado estudiante, en una "Academia", en donde se imparten carreras comerciales, a la cual acude por las tardes, después de ayudar a su padre en la peluquería a lo largo de toda la mañana y hasta la hora de la comida; de carácter serio y formal, aunque sin dejar de mostrar el ímpetu de su edad y algunos otros rasgos impulsivos, heredados sin duda de su madre, Borola.
Sin embargo, en la gran mayoría de sus apariciones en la historieta se muestra como la mano derecha de su padre Don Regino en la peluquería "El Rizo de Oro", a quien "El Tejocote" respeta y obedece por encima de todo y de todos.

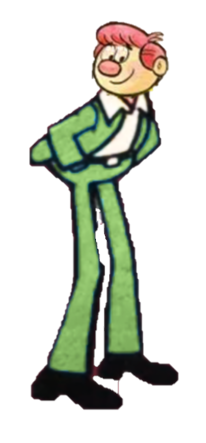
Regino Burrón Tacuche

#### Macuca Burrón Tacuche,La Pecocha
Macuca es la única hija del matrimonio Burrón y por ende, la consentida de la casa, a quien sus padres y hermanos celan y protegen con ahínco. Como rasgo particular, es el único personaje de toda la historieta que no tiene la nariz redonda.
Ingenua e inocente, Macuca, conocida como "La Pecocha", dedica casi la totalidad de su tiempo en ayudar a su madre en las tareas del hogar y en acompañarla en sus singulares iniciativas, de las cuales casi siempre se muestra insegura e incluso avergonzada.
Igualmente, en algunos episodios de la historieta se revela que es estudiante en una academia "para señoritas". Macuca Burrón es el personaje arquetípico de las decentes y honradas "hijas de familia" en la clase media mexicana de mediados del siglo XX.

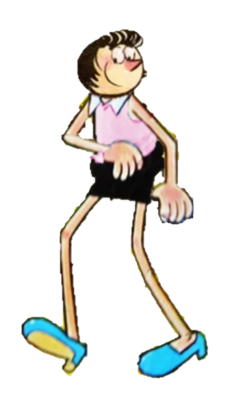
Macuca Burrón

#### Fóforo Cantarranas
En realidad, Fóforo es hijo adoptivo de esta humilde y humana familia. Foforito, al igual que Regino chico, es ayudante de Regino en "El Rizo de oro".
El verdadero padre de Foforito es Don Susano Cantaranas, pepenador y consumado borracho que prácticamente abandonó al niño desde pequeño en manos de esta familia. La situación familiar de Foforito hizo crisis, cuando ingresó a la vida de su desobligado padre una mujer, pepenadora también y conocida en el basurero como la "Divina Chuy". Los encantos de esta causan que el desobligado padre del niño lo descuide aún más. Este es el momento en que la pareja Burrón, decide rescatarlo e incorporarlo al seno familiar, como un muy querido miembro más. Cada que puede, el padre de Foforito, recurre al chantaje para "vender" a su hijo (aunque esto ha ido cambiando con el paso del tiempo). De cualquier manera, Fóforo es un miembro más de los Burrón, pues es querido y tomado como tal, y se le puede considerar como un auténtico Burrón. La madre biológica de Foforito es Lucy Yadira, "la Gitana".
Foforito es un excelente niño. Además de ayudar a su papá en la peluquería junto con su hermano "El Tejocote", este pequeño de noble corazón es un estudiante y amante de la música. Toca la mandolina y estudia música en la academia del maestro Bibiano Torrija, en donde también estudian sus entrañables amigos Isidro Cotorrón y Sinfónico Fonseca, además de la niña Alubia Salpicón.
Es importante hacer notar la bondad de la familia, que adopta al niño a pesar de estar "en la última miseria", como diría alguno de los personajes.

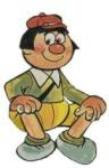
Foforito Cantarranas

#### Wilson, el perro
El perrito de la Familia, de nombre Wilson, no tiene una raza definida, pero siempre está presente en sus aventuras, teniendo por costumbre acompañar a Don Regino y a sus hijos al "Rizo de Oro". Por lo menos un capítulo se dedicó a la mascota, narrando sus peripecias cuando se extravía al no poder acompañar a sus dueños en el camión, por lo que es atropellado por un ciclista y termina en un basurero en donde tras platicar (en idioma perruno) con varios canes, emprende el viaje de regreso a casa, siendo acogido tras pasar la noche en el quicio de la puerta de una señora acaudalada y casualmente amante de los perros que ordena lo bañen y perfumen, pero al tratar de convivir con los perros de la señora es agredido y escapa de la casa, llegando a manos del señor Burrón, que lo devuelve a su hogar y termina con la angustia de la familia.

## Personajes secundarios

### Cristeta Tacuche
Tía de Borola, es multimillonaria y vive en París desde hace varios años tras haber emigrado de México debido a la persecución de millonarios durante el gobierno de Echeverría. Apodada "la Reina de París" o "la Timborota" por sus amigos de mayor confianza, emplea a un ejército de mucamas mexicanas comandadas por Boba Licona, su secretaria personal y amiga más cercana. Tiene como mascotas dos cocodrilos, Pierre y Marcelo, quienes habitan la alberca de su mansión. Cristeta lucha con ellos a modo de ejercicio matutino sin que los reptiles parezcan querer devorarla a ella o a sus sirvientas. Duerme siempre rodeada de sus perritos.
Su eterno enamorado es Toto Roquefort, el "Rey del Queso", además de muchos otros pretendientes a quienes galantemente rechaza (incluidos el Rey de la Mostaza y el Rey del Bacalao Noruego), pues siempre encuentra sus costumbres personales insoportables. Le gusta ir a cenar a lujosos restaurantes de París, como "La Cazuelé", donde pide regularmente alguno de sus platillos favoritos: torito alcaparrado, ballenato nonato en adobo u ojos de canario a la "piripitifir". Para "bajarse" todas estas delicias, suelen pedir una botella de champaña "para ricos", la cual debido a sus monstruosas dimensiones, es llevada a la mesa montada en la cureña de un cañón, lo cual facilita el servicio a las copas.
Es la única persona en el mundo que se ha dedicado a recorrer los siete mares para echarle moronas de pan a los peces.
Durante una de las repetidas crisis económicas del país, durante los años ochenta, decide viajar desde Francia a bordo de un avión privado, pero debido a su enemistad con los presidentes en turno, decide sobrevolar la Ciudad de México, arrojando puñados de billetes desde las ventanillas de la nave, con la esperanza de que sus familiares, logren atrapar algunos que los ayuden a salir, así sea por unos días, de la desesperante pobreza a que los ha condenado el mal gobierno.

### Boba Licona
Secretaria personal de Cristeta, es también su mejor amiga. Bobita es la voz de la conciencia en la mansión y no duda en reprender a Cristeta por sus excesos.
Además de fungir como secretaria privada de la "Timborota", actúa como confidente, dama de compañía y guardiana celosísima, no dudando en ir de vez en cuando a velar el sueño de Cristeta, frecuentemente amenazada por las bromas pesadas de sus enamorados, quienes no dudan en llenar su habitación con ponzoñosas tarántulas o terribles "viborones" con tal de convencerla de irse a vivir con alguno de ellos.

### Ruperto Tacuche
Hermano de Borola y sobrino de doña Cristeta. Un antiguo ladrón que actualmente se ha regenerado y lleva una vida decente como maestro panadero en la panadería "La Hojaldra". Vive enamorado de Bella Bellota, una gentil viuda a quien un antiguo compañero de fechorías le confió al morir junto con el hijo de éste, Robertino, inocente criatura, quien está inmovilizado de las piernas, motivo por el que lo transportan en un pequeño cajón con ruedas. El niño adora a Ruperto al que llama tío.
Su aspecto es extraño, por decir lo menos. De niño era hiperactivo, lo cual lo llevó a echarse una olla de leche hirviendo encima por accidente. Desfigurado de por vida, Ruperto entró en una actitud rebelde y autodestructiva, finalmente abandonando la casa de su tía y rodeándose de las malas compañías que lo hicieron caer en el crimen profesional. A raíz de su accidente, siempre lleva la cara cubierta por una bufanda, dejando ver solamente una negra faz. A pesar de ser actualmente una persona de bien, sus antiguos compañeros siempre tratan de hacerlo volver al oficio, y los corruptos agentes de policía lo buscan, amedrentan y torturan cada vez que un ilícito se comete relacionado con las actividades y amistades pasadas del panadero. Ruperto simplemente se resigna a esto, tratando siempre, aunque sin éxito, de hacer razonar a los "tecos" y convencerlos de la verdad.
Sin familia, ha encontrado acogida en el modesto hotel de barrio denominado "El Catre", lugar en donde su humilde propietario lo trata como si fuera su propio hijo. Por las madrugadas, al regresar de trabajar en el amasijo, siempre lleva una bolsa de papel con pan, del cual destacan las "campechanas", que gusta compartir con el mencionado, acompañado de un café, preparado en una simple parrilla eléctrica, en la habitación del desafortunado joven.
Ruperto es tal vez el personaje más complejo de la historieta, siempre en el constante dilema de qué hacer para sobrevivir. Su dilema sobre la rectitud y sobre si el fin justifica los medios se ven reflejados en muchas historias donde trata de conseguir dinero para ayudar al hijo de Bella Bellota. El diseño en particular de este personaje es de destacar, ya que tiene más personalidad y refleja de mejor manera el ingenio de Vargas.

### Bella Bellota
Eterno objeto de amor platónico de Ruperto Tacuche. Al principio, tanto ella como él rechazaban la evidente atracción mutua que sentían: ella por ser viuda, él por ser amigo de su difunto marido. Dedicada en cuerpo y alma al cuidado de su inválido hijo Robertino, Bella Bellota tenía recurrentes problemas con Ruperto por el tipo de amistades que este sostenía. Con el tiempo, ambos llegaron a aceptar sus sentimientos, aunque ella sigue siempre firme en rehusarse a vivir juntos sin antes estar legalmente casados.

### Robertino
El hijo de Bella Bellota, quien sufre de poliomielitis y no conoció a su padre. Considera a Ruperto como su tío.

### Lucila Ballenato
Apodada "La Gorilona" por su enorme corpulencia, es hermana de un conocido de Ruperto y, en un momento, aspirante de sus quereres. De moralidad cuestionable, tenía un rencor particular con la santurrona Bella a quien el panadero procuraba tanto, pero con el tiempo las dos mujeres se convirtieron en grandes amigas, para descontento de Ruperto, quien tolera poco a la "Gori" por estar esta siempre metiéndolo en dificultades, aunque disfruta conversar con ella y sabe que es una amiga de ley. La "Gorilona" cuenta con un hermano llamado Renato Ballenato que es un vago sin remedio.

### Don Quirino
Propietario y administrador del hotel "El Catre", lugar donde vive Ruperto. Le gusta platicar con éste cuando regresa por las mañanas de su empleo como panadero. A Don Quirino le encantan las campechanas y las chilindrinas sopeadas con un buen café; también es gran aficionado al chisme.

### Susano Cantarranas
Padre biológico de Foforito. Es un pepenador que casi siempre anda borracho por entrarle duro al "caldo de oso" o "tlachicotón" (pulque). Flojo y poco fiel a su esposa, la Divina Chuy, tiene fama de mujeriego en la colonia donde habita, "EL Lodazal".

### La Divina Chuy
Aguantadora novia de Susanito Cantarranas. Al igual que Susi, como le llama cariñosamente, es pepenadora y viste como "encueratriz" exótica, actividad en la cual labora de tanto en tanto. En ocasiones ha intentado pagar a su marido con la misma moneda y tener aventuras con otros hombres, pero el amor que siente por Susano es mucho, y siempre termina volviendo con él.
El apellido de la Divina Chuy pocas veces es mencionado, pero en el Tomo 4 de la serie editada por Porrúa en la pág. 11-A, se menciona que es Chicuil. En este mismo episodio Don Susanito y la Divina Chuy contraen matrimonio civil.

### Don Titino Tinoco
Don Titino, acaudalado hombre, del que se desconoce el origen de su fortuna, sufre constantemente las tropelías de su vástago Floro a quien ha consentido de manera irresponsable. Un claro ejemplo de lo anterior sería el que le ha acostumbrado a recibir  veinte mil pesos como "domingo" y dotarlo de veloces autos de carrera y de diminutos aviones de chorro, vehículos en los que el chico se desplaza, como él mismo dice, "a mil por hora".
En uno de sus alocados viajes por el país, al mando de su diminuto pero potente avión monoplaza de chorro, los empleados del aeropuerto le reportaron que "la nave había desaparecido del radar". Desesperados, el matrimonio Tinoco, dispuso organizar una costosa búsqueda a nivel nacional, misma que es abortada tiempo después, al reportarse Floro, indicando haber desaparecido porque se había ido "a pasar unas horas con los indios Bacanoras".
En una ocasión, Floro fue acusado por su padre de haberle robado un billete de... ¡un millón de pesos!, lo cual no era verdad. A pesar de eso, el señor Tinoco obligó a sus numerosos guaruras a someter a Floro a terribles torturas en un calabozo adjunto a la cárcel privada con la que cuenta su mansión, tan solo para descubrir, días después, que el mentado cheque estaba entre las páginas de un libro de contabilidad. Solo la madre de Floro defiende a su retoño, quien acusa a su marido de tratarlo con extrema crueldad y alegando que el chico solo tiene 14 años.

### Floro Tinoco, aliasEl Tractor
Hijo del rico empresario industrial Titino Tinoco, es un verdadero dolor de cabeza para su padre. Floro tiene alrededor de catorce años, aunque su enorme complexión lo hace ser más grande que el resto de los personajes; su inteligencia, sin embargo, es otro asunto. Aunque es un genio para tripular y arreglar máquinas de tecnología de punta (como los son sus mini aviones y automóviles), en cuestiones académicas deja mucho que desear. Apenas recientemente aprendió a recitar las vocales y nunca ha terminado el abecedario completo, además de solo saberse la tabla del 1, lo cual es un dolor de cabeza para cualquier maestro particular que su millonario padre ha contratado.
Aunque no es una persona mala, Floro siempre se mete en problemas, muchas veces tratando de ayudar a Doña Borola en sus alocados proyectos. Como penitencia por sus continuos destrozos de autos, aviones y otras propiedades, su padre acostumbra recluirle en su propia cárcel particular, la cual cuenta con todas las comodidades.

### Doña Gamucita Botello Pericocha, viuda de Pilongano
Conocida de los Burrón, Gamucita es una viejecita quien, a pesar de su avanzada edad, trabaja duro de sol a sol lavando ropa ajena para mantener su hogar y a su hijo Avelino, un aspirante a poeta que es un flojo, desaseado y desobligado. Se distingue por su diminuta estatura y enormes zapatos(casi del tamaño de su cuerpo).
Gamucita es la viuda de don Canuto Pilongano, quien trabajaba como conductor de tranvía y murió en un accidente vial. Nunca ha ocultado la molestia que siente de ver a su hijo día tras día sin hacer nada, excepto componer su pésima obra poética.
Con justificada razón, Gamucita desespera, exigiendo a su hijo que consiga un trabajo de verdad. Aun así, pocas veces ha faltado la señora a sus deberes de madre, privándose muchas veces de alimentos para darle a su hijo al menos frijoles refritos y café negro (los cuales Avelino impugna y maldice, aunque nunca rechaza). Gamucita duerme en el suelo, pues en la humilde habitación de vecindad donde habitan la única cama disponible es ocupada por su desvergonzado hijo. Ella se levanta de madrugada para ir por la ropa que lava, despertando a su hijo a media mañana con el aroma de su frugal desayuno diario.
En más de una ocasión Gamucita ha intentado dar una lección a su hijo para obligarlo a valerse por sí mismo, aunque nunca lo ha conseguido. Intentando obtener ayuda de su labregón hijo, en una única ocasión, le pidió que le ayudara a entregar un gigantesco maletón de ropa recién lavada, que incluía finas camisas de vestir de uno de sus más importantes clientes. De mala gana accedió Avelino, quien, por ir leyendo un libro en la calle, tropezó, yendo a caer el bulto en un charco de lodo. Está por demás decir que nunca más intentó Gamucita obtener ayuda de su inútil vástago.
Deseando darle una lección, una vez, secretamente, Gamucita escapó de su casa para pasar un año entero con sus amigos los Burrón, quienes la acogieron como si de una más de la familia se tratara, tan solo para regresar a su casa tras su prolongada ausencia y descubrir a Avelino en estado de hibernación, durmiendo entre las telarañas y polvo que en ese año se había acumulado alrededor del durmiente.

### Avelino Pilongano
El hijo único de Doña Gamucita. Fue niño prodigio, pero su inteligencia promisoria se malogró a muy tierna edad cuando “se cayó de cuernos” (de cabeza) en el Cerro de la Estrella, (en la actual Delegación Iztapalapa, al oriente de la Ciudad de México) a donde su papá lo llevó a volar “papalotes” (o sea, cometas) y una ráfaga de viento lo arrastró hasta hacerlo caer desde un promontorio rocoso. A pesar de ser un adulto vive a expensas del trabajo de su madre, escudado en el pretexto de que él se dedica a la poesía. Mas para calibrar la calidad de su obra, aquí se consignan unos versos de los cuales es autor: "Acémila tuerta ¿que haces detrás de la puerta?; Acémila virola, a que te piso la cola".
Cuando se le presiona para obtener un trabajo remunerado, Avelino siempre argumenta que un artista de su talla no puede rebajarse a realizar ningún tipo de trabajo físico. Acostumbra rodearse de personas de gustos similares a los suyos, con quienes suele pasar los días holgazaneando en los jardines de la capital mexicana.
Apodado "El Babotas" por su constante apariencia de ensimismado y poco atento, la calidad de su trabajo como poeta dentro de su universo no es muy clara, pues a pesar de que sus libros "Vibraciones del Caletre" y "Bitles de Calzón y Huarache", con el que ganó los Juegos Florales de San Teporingo de las Iguanas, nunca han sido publicados, es un amigo respetado de poetas reconocidos, como Octavio Paz y Carlos Monsivais.
Un cínico de corazón, su perspectiva de la vida se refleja en la total desconsideración que tiene hacia su madre: en una ocasión planeó casarse con una joven tan perdida como él, y sin rodeos le pidió a su madre que se fuera de la casa, pues "la madre en la casa de los recién casados, no va"; también intentó casar a Gamucita con un millonario, para así él poder darse la gran vida. Tampoco tiene empacho en dormir en la única cama de su casa, no ayudar a su mamá con los enormes paquetes de ropa que esta carga, o devorar la última porción de frijoles refritos que queda en su casa a expensas del ayuno de su anciana madre.
Para redondear el asunto, en las pocas ocasiones en que realmente está dispuesto a trabajar sufre toda clase de infortunios, como caerse de un edificio en construcción al laborar de ayudante de albañil, quedarse encerrado en un ascensor al trabajar como elevadorista, o ser bañado en harina y horneado (literalmente) al ser aprendiz de panadero en "La Hojaldra". Estos sucesos no hacen sino respaldar aún más sus argumentos contra el trabajo.
En uno de los capítulos, Avelino por fin consigue un trabajo acorde a sus aptitudes, lo contratan para dormir plácidamente en la sección de colchones en un aparador de una mueblería a la vista del público, desde luego hace muy bien su trabajo sin embargo renuncia después de unos cuantos días de "ardua labor" pues llegaba a casa muy cansado de trabajar. Sobra decir que su protectora madre lo apoya en su decisión.

### Alubia Salpicón
Amiga de Foforito, es una aventajada y virtuosa estudiante de tololoche, instrumento que Alubia siempre lleva a cuestas a pesar de rebasar su corta estatura. Gracias al hecho de que recibió una gran herencia de manos de un matrimonio que mucho la estimaba, Alubia suele guardar en la caja de resonancia del instrumento diversos víveres e implementos para ayudar a los necesitados, aunque a veces estos abusen de su gran generosidad.

### Kakiko Kukufate
Es un extraterrestre proveniente del planeta Marte, cuya primera aparición se da en el episodio 86, del 2 de mayo de 1980. Su aspecto es el de un pequeño ser verde, de piel escamosa, antenas, orejas como bocinas y un solo ojo muy grande en la frente. Kakiko Kukufate conoce a los Burrón después de contactar primero a Doña Borola, dejándole un transmisor para comunicarse con ella desde Marte, o Karakatiako, como llaman sus habitantes al planeta rojo. El marcianito y Borola entablarán una gran amistad, que convertiría a Borola Tacuche en una de las primeras mexicanas en tener un encuentro cercano con un ser extraterrestre. Según Kakiko, en Marte se vive una sociedad ideal en la cual nadie pasa privaciones, ni existen guerras ni corrupción, pero que esa sociedad idílica sólo se construyó después de castigar duramente a los corruptos y explotadores. Kakiko nos aclara que en su idioma Karakatiako significa el Lugar de la Paz Eterna, de manera que su sociedad y su tecnología son por lo anterior superiores a sus contrapartes terrícolas. Los marcianos se alimentan de aire y su estado de ánimo es denotado por su temperatura corporal, la cual es muy fría cuando su humor es bueno y ardiente cuando se enojan. De acuerdo con Regino, sus escamas cortan como navajas, razón por la cual no le agrada demasiado ser abrazado por el marciano. Los marcianos tienen también la facultad de hacerse invisibles a los humanos. El lenguaje de los marcianos abunda en el uso de las sílabas con las letras "k"y "f". Como curiosidad, se puede citar el hecho de que las naves de los marcianos en La Familia Burrón se parecen a los platillos voladores de George Adamski. Este personaje bien podría ser uno de los más originales en la ciencia ficción mexicana.

### Otros personajes
- Sinfónico Fonseca: Amigo y compañero de Foforito; toca el "bombardón", instrumento parecido a la tuba.
- Isidro Cotorrón: Compañero y amigo de Foforito y Sinfónico, toca el violín.
- Conde Satán Carroña: Vampiro adicto a la sangre, a la cual llama "agua de jamaica", tiene especial afición por seducir jovencitas en salones de danzón para luego "sacarles el mole", le disgustan las señoras mayores, ya que "su sangre tiene grumos".
- Cadaverina de Carroña: Esposa de Satán Carroña, es un esqueleto, como pertenece al mundo de los fantasmas puede desaparecer y hacerse invisible a voluntad, sobre todo cuando está molesta con su esposo y no quiere hablar con él. Le disgusta la gente gorda ya que "entre los esqueletos no hay gordos".
- Narciso o "Chicho": El mayordomo del conde Carroña, quien debe sus color verde al hecho de tener cientos de años de no dormir.
- Pinga Diabla: Vampira amiga de Satán Carroña.
- Don Sombroso Mortis: Calacón personaje, amigo de Cadaverina.
- El diablo Lamberto: Diablo mayor y señor del Infierno.
- Telesforeto Colín, el "Sapo-Rana": Pepenador amigo de don Susano y de la divina Chuy; ventrílocuo afamado venido a menos por los vicios del alcohol, su muñeco Pompeyo es su conciencia.
- Don Briagoberto Memelas: Ambicioso y trinquetero cacique de "La Coyotera" y criador de "cuaco-pollos" (mezcla de caballo y pollo).
- Don Juanón Teporochas: Cacique de "San Cirindango de las Iguanas", amigo de Don Briagoberto y compadre de Don Regino.
- Generoso, el chivero: Sus terrenos limitan con las tierras de los tres caciques.
- El güen Caperuzo: Cacique de "El Valle de los Escorpiones".
- Floripondio Caballete. Cacique dedicado a la producción del pulque.
- Caledonia: Hermana del güen Caperuzo.
- Jovito Capaloros: Diputadete por chocientavo distrito, arbitrario, abusivo y con su matona al cinto, es la versión actualizada de don Filemón Metralla y Bomba.
- El peterete salvaje: Mezcla de caballo y vaca a quien Generoso enseñó a hablar.
- El currutaco llanero: Extraña ave proveniente del Bolsón de Mapimí y amigo de Borola, quien comprende su complicado "idioma".
- La bruja Julisa: Amiga de Generoso.
- Felipa Rejon, Cancionera de música ranchera, enamorada de don Briagoberto Memelas.
- El Tata-ruco: Anciano amigo del güen Caperuzo, a quien ayuda con sus consejos.
- El cuaco-pollo: Invento de Don Briagoberto Memelas, es la cruza de un caballo con un pollo.
- Olga Zanna. Amiga poeta de Avelino.
- Vagancio Pocalucha, Amigo poeta de Avelino.
- Don Caimán, tenía una funeraria para disimular su verdadero negocio que era la compra de objetos robados. A él acudía Ruperto
- Alubia Salpicón. Tocaba el tololoche y formaba un cuarteto con Foforito, Isidro y Sinfónico
- Pánfilo Bonete. Personaje que hacía víctima de sus bromas muy pesadas a Don Regino

## Resultados
La Familia Burrón comparte  parentesco con Los Simpson, a la cual precede por varias décadas. Tanto la historieta mexicana como la exitosa serie animada estadounidense hacen uso de la crítica mordaz de la sociedad y recurren a la farsa, a la ironía y, en ocasiones, a lo grotesco, para retratar con humor situaciones que pueden ser familiares para mucha gente en la vida real.
El poeta mexicano Roberto Díaz miron inscribió una "Oda a Borola Tacuche de Burrón (Escrita en versículos chipoclutos y dedicada a la Barda Chachis Pachis Palemeque), compilada en el libro "Peregrinaciones. Poesía reunida (1965-1999)" (Textos de difusión cultural UNAM, México, 1999. Página 573): Oda a Borola Tacuche de Burrón.
También Rodrigo González hace referencia a la historieta en su canción No estoy loco y hace notar su gran influencia o parecido al escribir, con las ocurrencias de la vida diaria de la familia Burrón, o mejor dicho, con la cotidianidad de la vida de la gran ciudad.
Se ha comparado la obra de Florencio   de los rosales   en la historieta con la de Salvador "Chava" Flores como compositor de canciones que reflejaron la vida de los habitantes del Distrito Federal en la segunda mitad del siglo XX, ambas con un gran valor sociológico.
En el 2014 Huevocartoon lanzó una serie de cortos con relación al Mundial de Brasil 2014 en la que relataba como una familia mexicana de clase media baja llamada Los Reyes se las arreglaban para ir a Brasil sin uso de pasaporte, estos personajes se reutilizaron en la película de animación del 2018 Marcianos vs. mexicanos en la cual hablaba como esta familia le hacía frente a una invasión marciana, los creadores de la compañía asumieron que se trataba de su representación de la familia mexicana teniendo como base e inspiración a los personajes de la historieta.

## Homenajes

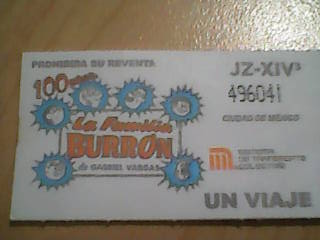
Boleto conmemorativo del Metro

En 1987, la emisora Radio Educación grabó 30 episodios radiofónicos dedicados a estos personajes; la producción estuvo a cargo de Alejandro Ortiz Padilla, y la musicalización y efectos sonoros, de Vicente Morales. Se retransmitieron después del fallecimiento de Gabriel Vargas.
El Servicio Postal Mexicano emitió una estampilla para "La Familia Burrón" en el 2004, como parte de la serie "La caricatura en México", ilustrada con Borola Tacuche.
En noviembre del 2013, la Escuela Nacional Preparatoria N.º 4 "Vidal Castañeda y Nájera rindió homenaje en su ofrenda de Día de Muertos a Gabriel Vargas, e inspiró su escenografía en La Familia Burrón.
El Sistema de Transporte Colectivo "Metro" emitió un boleto conmemorativo.